# Les Moutiers-en-Auge
Les Moutiers-en-Auge är en kommun i departementet Calvados i regionen Normandie i norra Frankrike. Kommunen ligger i kantonen Morteaux-Coulibœuf som ligger i arrondissementet Caen. År 2022 hade Les Moutiers-en-Auge 129 invånare.

## Befolkningsutveckling
Antalet invånare i kommunen Les Moutiers-en-Auge
Referens:INSEE